# Siercze
Siercze – jezioro na wschód od Kętrzyna w gminie Kętrzyn, powiat kętrzyński, województwo warmińsko-mazurskie, dorzecze Gubra.
Ma powierzchnię 61,95 ha, a jego głębokość średnia 1,5 m, w jednym miejscu przekracza 2 m. Powierzchnia tafli wody wyniesiona jest 120 m n.p.m. Jezioro ma kształt wydłużonej nerki z południa na północ, z węższą częścią północną zarośniętą szuwarami. Jezioro ma długość ok. 1,5 km, a największą szerokość 0,8 km. 
Jezioro znajduje się na skraju terenu gierłoskiego lasu, od strony wschodniej jeziora położony jest "Księżycowy Dworek" (teren wsi Gierłoż). Na wschodnim brzegu jeziora jest też ogólnodostępna plaża. Z ptaków wodnych występujących na jeziorze najbardziej widoczne są łabędzie, a na wyspie kormorany. Na brzegach jeziora widać też ślady działalności bobrów.
Do jeziora Siercze dopływa woda z jeziora Mój podziemnym rurociągiem pod drogą Czerniki – Gierłoż.